# Гемиджи, Хасан
Хасан Гемиджи (тур. Hasan Gemici, 1927—2001) — турецкий борец, олимпийский чемпион.
Хасан Гемиджи родился в 1927 году в Гиресуне. С 1949 года начал заниматься борьбой в Измите.
В 1951 году Хасан Гемиджи завоевал золотую медаль Средиземноморских игр, а в 1952 году стал олимпийским чемпионом. По окончании в 1955 году спортивной карьеры он работал тренером в Турции и Румынии.
В честь Хасана Гемиджи назван спортивный комплекс в Измите.